# Väg- och vattenbyggnadskåren
Väg- och vattenbyggnadskåren (VVK) var under åren 1851–2010 en halvmilitär organisation som bland annat vid kris eller krig skulle förse totalförsvaret med särskild utbildad personal för att upprätthålla befattningar, vilka förutsätter insikter inom väg- och vattenbyggnadsfacket. Officerare från VVK placerades också inom Byggnads- och Reparationsberedskapen. Kåren var under senare år organiserad direkt under Högkvarteret och bestod vid avvecklingen av 84 aktiva officerare.

## Historik
Väg- och vattenbyggnadskåren bildades 1851 som en av endast officerare bestående kår, som hade till ändamål att tillhandagå Väg- och vattenbyggnadsstyrelsen i dess befattning med allmänna arbeten. Kåren uppsattes först av vissa officerare vid Flottans mekaniska kår, armén och flottan, som varit anställda vid allmänna arbetsföretag och förvärvat praktisk skicklighet. Kårens chef var överste och den förste av dessa var Axel Erik von Sydow. Utbildningen av kårens officerare skedde 1846-78 vid Högre artilleriläroverket på Marieberg, men från 1885 anordnades en särskild militärkurs för aspiranter till kåren. För att vinna inträde i denna kurs fordrades bland annat att ha avlagt avgångsexamen från Kungliga Tekniska högskolans avdelning för väg- och vattenbyggnadskonst. 
Kåren stod under Kommunikationsdepartementet och hade sin glansperiod under uppförandet av det svenska järnvägsnätet, stambanorna, inlandsbanan osv., cirka 1860–1920. En av kårens mest namnkunniga medlemmar var överste Nils Ericson (1802–1870), vilken som ung deltog i flera kanalbyggen innan han fick uppdraget av riksdagen att leda Sveriges järnvägsbyggnader samt därefter blev generaldirektör för Sveriges Statsbanor (sedermera Statens Järnvägar), samt överste av första graden Sven E Hamberg (1928–2013) som sedan blev vice VD i byggbolaget NCC. Vid avvecklingen den 30 september 2010 överfördes VVK:s civilmilitära kompetens till Göta ingenjörregemente (Ing 2) i Eksjö.
För att bli upptagen i kåren erfordrades dels avgångsexamen från teknisk högskolas linje väg- och vattenbyggnad, dels väl vitsordad yrkeserfarenhet och dels reservofficersexamen med goda vitsord. Fram till kalla krigets slut upprätthöll kårens medlemmar ledande befattningar bygg- och konsultbolag förutom viktiga befattningar i såväl det militära som civila försvaret.

## Uniform
Kåren utrustades med uniform m/1886
Beklädnadspersedlar för Väg- och vattenbyggnadskåren
- Axelklaffar m/1899
- Byxor m/1886
- Epåletter m/1851
- Halsduk, svart (till kavaj)
- Hatt m/1854-1859
- Kappa m/1904
- Kavaj m/1888 (fick användas istället för vapenrock)
- Mössa m/1865-1899
- Pälsmössa m/1885 alt. m/1885-1904 (vid kall väderlek)
- Syrtut m/1829-1854
- Vapenrock m/1886
- Väst (mörkblå och vit)
- Överdrag till mössa [3]

## Chefer
Intill 1934 var chefen för VVK tillika överdirektör för Väg- och vattenbyggnadsstyrelsen.

- 1851–1856: Axel Erik von Sydow
- 1858–1877: Otto Modig
- 1877–1887: Carl Gottreich Beijer
- 1887–1887: Rudolf Cronstedt
- 1887–1893: Josef Richert
- 1893–1903: Lars Berg
- 1903–1924: Fridolf Wijnbladh
- 1924–1928: Carl Meurling
- 1926–1932: Fredrik Enblom
- 1932–1932: Richard Ekwall (avled en kort tid efter tillträdet)
- 1933–1934: Nils Bolinder (tf.)
- 1934–1946: Ernst Lindh
- 1946–1951: Agne Sandberg
- 1952–1963: Tord Lindblad
- 1963–1971: Torsten R. Åström
- 1971–1982: Anders Lilja
- 1982–1987: Harald Alexandersson
- 1987–1989 Curt Hunhammar [4]
- 1989-1994 Sven E Hamberg [4]
- 1994-2000 Gunnar Lindblad [4]
- 2000–2007: Hans Engebretsen
- 2008–2010: Sven-Erik Delsenius